# Britney Jean
Britney Jean és el vuitè àlbum d'estudi de Britney Spears, publicat el 3 de desembre de 2013 per RCA Records. Va ser el primer llançament de la cantant sota aquest segell, després que Jive Records desaparegués el 2011.
Britney Jean va rebre tenir opinions mixtes, amb crítics musicals considerant que l'estil era massa genèric i poc innovador. La recepció comercial fou modesta, amb 107.000 còpies venudes als Estats Units durant la primera setmana, i va debutar en quart lloc a la Billboard 200 amb 107.000 còpies venudes. També va arribar als top 20 i 30 de les llistes de vendes d'altres països; al Regne Unit, va debutar en 34è lloc, lluny dels resultats d'àlbums anteriors d'Spears.
La seva promoció va ser escassa, i es va centrar principalment en els senzills «Work Bitch» i «Perfume». L'àlbum va acabar venent més d'un milió de còpies i va rebre certificacions en països com Austràlia, Estats Units, Mèxic i Suècia.